# Ankan (satirpris)

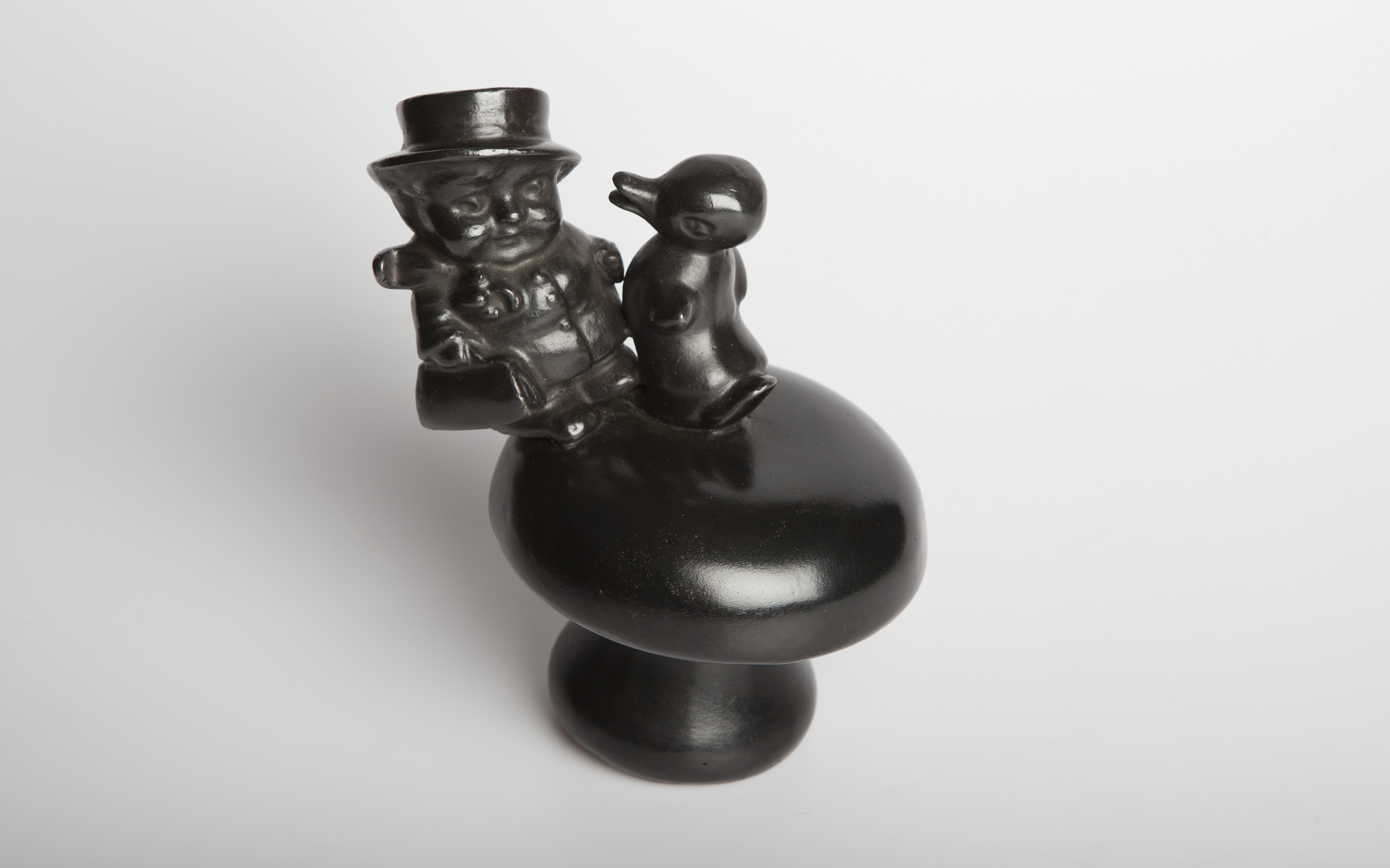
Expressens satirpris Ankan av Marianne Lindberg de Geer.

Ankan eller Expressens satirpris är ett pris instiftat av tidningen Expressen 2012. Vinnaren utses av Expressens kulturredaktion och belönas med en statyett av konstnären Marianne Lindberg De Geer.
Namnet Ankan på priset syftar på satirspalten Ankan, som funnits på Expressen sedan 1984 och som länge skrevs av litteratur- och teaterkritikern Nils Schwartz.

## Vinnare
- 2011 – Liv Strömquist[2]
- 2012 – Eric Ericson[3]
- 2013 – Özz Nûjen[4]
- 2014 – Henrik Dorsin[5]
- 2015 – Sara Granér[6]
- 2016 – Bianca och Tiffany Kronlöf[7]
- 2017 – Nour El Refai[8]
- 2018 – Filip Hammar och Fredrik Wikingsson[9]
- 2019 - Mia Skäringer[10]
- 2020 – Åsa Asptjärn och Gertrud Larsson[11]
- 2021 – podcasten Flashback forever[12]
- 2022 – Leo Vene[13]
- 2023 – Carl Johan De Geer[14]
- 2024 – Michael Lindgren[15]